# Mees Kees (televisieserie)
Mees Kees is een Nederlandse televisieserie waarvan het eerste seizoen in 2017 en het tweede seizoen in 2020 uitgezonden is. Het is gebaseerd op de boekenreeks van Mirjam Oldenhave. Iedere aflevering vertelt een ander verhaal rondom Mees Kees en groep 6B die hij lesgeeft.

## Rolverdeling
| Acteur                  | Personage    | Opmerkingen            |
| ----------------------- | ------------ | ---------------------- |
| Leendert de Ridder      | Mees Kees    |                        |
| Sanne Wallis de Vries   | Dreus        | hoofd van de school    |
| Raymonde de Kuyper      |              | moeder van Mees Kees   |
| Jochen Otten            | Meester Hank | leraar groep 8         |
| Polleke van der Sman    | Aukje        | leerling van Mees Kees |
| Ole Kroes               | Sep          | leerling van Mees Kees |
| Lisa Lapré              | Manon        | leerling van Mees Kees |
| Samuel Liasam           | Wahed        | leerling van Mees Kees |
| Roosmarijn van der Hoek | Jacky        | leerling van Mees Kees |
| Maurits van Brakel      | Fred         | leerling van Mees Kees |
| Keara Patti             | Hasna        | leerling van Mees Kees |
| Jelle Stout             | Tobias       | leerling van Mees Kees |
| Laysa el Madkouri       | Rachida      | leerling van Mees Kees |
| Jack Meershoek          | Sammy        | leerling van Mees Kees |
| Serenity Otte           | Lisa         | leerling van Mees Kees |
| Tijn Ras                | Koen         | leerling van Mees Kees |
| Thijs van de Veen       | Tom          | leerling van Mees Kees |
| Kayen Thodé             | Winston      | leerling van Mees Kees |
| Urias Boerleider        |              | vader van Winston      |
| Diewertje Dir           | Marie-Louise |                        |